# Sonic the Hedgehog (8 бит)
Sonic the Hedgehog (яп. ソニック・ザ・ヘッジホッグ Соникку дза Хэдзихоггу, рус. Ёж Соник) — видеоигра в жанре платформер, выпущенная в 1991 году. Является первой игрой одноимённой серии, разработанной для приставок Master System и Game Gear. Позже проект не раз портировался на различные игровые платформы нескольких поколений и входил в состав нескольких сборников.
Игровой процесс 8-битной Sonic the Hedgehog практически ничем не отличается от 16-битной версии. По сюжету злодей игры, доктор Роботник, стремится захватить весь мир. Главный герой, ёж Соник, собирается нарушить планы учёного. Игрок должен пройти ряд уровней, собирая по пути золотые кольца и атакуя врагов.
Sonic the Hedgehog была разработана компанией Ancient. После выхода данной игры Sega прекратила поддержку приставки Master System в Северной Америке. 8-битная версия получила положительные отзывы от критиков, однако ей не удалось завоевать должной популярности среди фанатов из-за слабых продаж Master System и Game Gear. В 1992 году вышел сиквел — Sonic the Hedgehog 2.

## Игровой процесс
Sonic the Hedgehog является жанровым платформером, выполненным в двухмерной графике. По сюжету доктор Роботник построил на Южном острове (англ. South Island) свою базу и там начал конструировать роботов, называемых бадниками (англ. badnik). С помощью этих машин учёный собирается захватить весь мир и найти драгоценные камни — Изумруды Хаоса. Главный герой — ёж по имени Соник — решает освободить своих друзей, уничтожить роботов, получить камни первым и нарушить планы злодея.
Игровой процесс практически ничем не отличается от своего 16-битного собрата: игроку предстоит пройти шесть разнообразных игровых зон («Green Hill», «Bridge», «Jungle», «Labyrinth», «Scrap Brain» и «Sky Base»), каждая из которых поделена на три акта и заполнена определёнными врагами-роботами. Соник может быстро бегать и атаковать врагов с помощью прыжка или сворачивания в шар. На уровнях разбросаны золотые кольца. Они служат защитой от врагов, а при сборе в 100 штук игроку даётся дополнительная жизнь. Если Сонику будет нанесён урон, то он потеряет все кольца и не сможет их заново собрать, а без них при повторном нападении персонаж может погибнуть. Помимо колец, на уровне также разбросаны бонусы, хранящиеся в специальных мониторах, — например, дополнительная жизнь или контрольная точка. На каждой локации скрыт один Изумруд Хаоса (всего их шесть), сбор которых влияет на концовку игры. Прохождение каждого акта ограничено десятью минутами; в зависимости от затраченного на прохождение времени в конце акта игроку присуждаются бонусы в виде дополнительных очков, колец или жизни. В случае смерти персонажа игра начинается заново, либо с контрольной точки. Дойдя до конца уровня, игрок должен отметить его завершение, коснувшись таблички с изображением Роботника; в конце третьего акта проходит битва с боссом — доктором Роботником.
При сборе 50 колец игрок может попасть на специальный уровень — «Special Stage». Чтобы перейти туда, игрок обязан в первом или во втором акте коснуться таблички с изображением доктора Роботника, после чего на картинке должен появиться восклицательный знак. Попав на специальный этап, Соник за определённое время собирает кольца и получает за это дополнительные очки и жизни.

## Разработка и выход игры
Игра была разработана компанией Ancient при поддержке Sega. 8-битный Sonic the Hedgehog заимствует из 16-битной версии игровой процесс, и разработчики, создавая игровой мир, решили взять оттуда уровни «Green Hill», «Labyrinth» и «Scrap Brain». Тем не менее локации «Bridge», «Jungle» и «Sky Base» были разработаны дизайнерами с нуля и являются полностью оригинальными. По сравнению с проектом от Sonic Team игра от Ancient из-за аппаратных ограничений консолей вышла упрощённой. Геймплей также подвергся незначительным изменениям. Например, контрольные точки, в которых автоматически сохраняется игра, чтобы не переигрывать уровень с начала в случае гибели Соника, заменены мониторами. Для сохранения нужно прыгнуть на монитор. Если персонаж получает повреждения, то кольца теряются и не могут быть повторно собраны.
Для написания музыкального сопровождения были частично использованы мелодии Масато Накамуры, остальной саундтрек написал чиптюн-музыкант Юдзо Косиро. По его словам, он старался сохранить ощущение оригинальной музыки из 16-битной версии. Семпл темы уровня «Bridge» позже был использован в одном из самых продаваемых синглов Джанет Джексон «Together Again» (1997). Музыка «Bridge» позже была использована в игре Sonic Adventure как часть темы персонажа лиса Тейлза «Believe in Myself», исполненной Карен Брейк. Австралийский хит-сингл «Accidently Kelly Street», исполненный группой Frente! в 1992 году, — это медленная версия ещё одного трека Косиро, темы уровня «Jungle».
Sonic the Hedgehog вышла для консолей Master System и Game Gear в 1991 году. Между ними есть несколько отличий в игровом процессе и планировке уровней. Кроме того, на портативной приставке более узкий экран, а в основной — высокая цветовая палитра. Помимо оригинальной версии, существует множество портов для консолей различных поколений. Игра была переиздана на Wii и Nintendo 3DS посредством Virtual Console, а также появилась на Windows и GameCube в качестве мини-игры в Sonic Adventure DX: Director’s Cut. 8-битная Sonic the Hedgehog также доступна в сборнике Sonic Mega Collection Plus. В 2019 году вышел неофициальный порт игры для Windows и Android, который отличался от оригинала возможностью игры в широкоформатном режиме, а также добавлением новых персонажей, уровней и новых игровых механик. 

## Оценки и мнения
| Сводный рейтинг    | Сводный рейтинг | Сводный рейтинг | Сводный рейтинг |
| Издание            | Оценка          | Оценка          | Оценка          |
| Издание            | Master System   | SGG             | Wii             |
| ------------------ | --------------- | --------------- | --------------- |
| GameRankings       | 75 %            |                 |                 |
| MobyRank           | 92/100          | 84/100          |                 |
| Иноязычные издания |                 |                 |                 |
| Издание            | Оценка          | Оценка          | Оценка          |
| Издание            | Master System   | SGG             | Wii             |
| AllGame            | [ 20 ]          | [ 7 ]           |                 |
| CVG                | 9/10            |                 |                 |
| Eurogamer          |                 |                 | 8/10            |
| GamePro            |                 | 4,4/5 4,8/5     |                 |
| GamesRadar+        | 9/10            | 9/10            |                 |
| IGN                |                 |                 | 7,5/10          |
| ONM                |                 |                 | 58 %            |

От игровой прессы Sonic the Hedgehog получила высокие оценки. По данным сайта GameStats, средняя оценка платформера составляет 8,6 балла для Game Gear и 7,7 балла для переиздания на Wii. На GameRankings портированная версия для консоли Wii имеет среднюю оценку ровно 75 %. Несмотря на положительные отзывы, игре, в отличие от 16-битной версии, не удалось завоевать должной популярности из-за плохих продаж консолей. Тем не менее сайт GamesRadar в 2012 году поместил Sonic the Hedgehog на пятую позицию в списке самых лучших игр серии.
В своём обзоре Кайл Найт из AllGame пишет, что Соник сможет очаровать даже тех игроков, кто до этого не мог нормально проходить платформеры. В качестве доказательства он привёл геймплей. О нём Найт высказался следующим образом: «Даже на Game Gear с её маленьким экраном и ограничениями в работе процессора вы [игрок] почувствуете, как Соник быстро движется». Автор обзора подверг критике низкий уровень сложности, но высоко оценил графическую составляющую. Ему понравилась высокая детализация уровней, а саму графику он счёл яркой и красочной. Положительно Найт отзывался о музыке и звуковых эффектах, которые, по его мнению, добавляют ощущение скорости.
Лукас Томас с сайта IGN отметил, что игра заслуживает скачивания из Wii Shop. По сравнению с одноимённой игрой для Mega Drive/Genesis она выглядит проще, но от этого не становится менее занимательной. Кроме того, критик пишет, что созданные разработчиками уровни подчёркивают уникальность проекта. «Это её [Sonic the Hedgehog] заставляет чувствовать себя полностью отдельной игрой, а не портом», — написал Томас. В заключение журналист посоветовал пользователям Wii приобрести Sonic the Hedgehog из чистого любопытства, потому что она действительно заслуживает внимания со стороны игроков.
Положительный отзыв оставил представитель GamesRadar Джастин Тауэлл. По его мнению, Sonic the Hedgehog никогда не будет скучной. В плюсы игры рецензент записал геймплей и дизайн уровней 8-битной части. По его словам, «игровой дизайн торжествует над техническими ограничениями», так как на актах много запоминающихся врагов, а Соник по прежнему быстр. Критике подверглись задания с поиском Изумрудов Хаоса, невозможность собирать заново потерянные кольца и отсутствие полноценного сохранения. Несмотря на эти недостатки, Тауэлл оценил Sonic the Hedgehog для консолей от Sega в 9 баллов из 10.
Сдержанный отзыв оставили в журнале Official Nintendo Magazine, оценив игру всего на 58 %. Несмотря на высокую скорость, журналист «не видит никого, кто захочет скачать эту игру, кроме самых несгибаемых фанатов Соника». Чтобы ощутить «истинный вкус того, насколько хорош был Соник раньше», в обзоре посоветовали придерживаться игр для Mega Drive/Genesis. Похожим образом игра была раскритикована на The Video Game Critic, где проект получил оценку C+. Рецензента разочаровало отсутствие мёртвых петель и плохие зоны (но его впечатлил «Green Hill»), к плюсам же были отнесены яркая графика и звуковые эффекты. «Этот портативный Соник отличный, но если вы играли в лучшую версию для Genesis, эта будет казаться ужасно сделанной», — заявляет критик в конце обзора.

### Влияние
В 1992 году было выпущено продолжение — Sonic the Hedgehog 2. По сюжету игры доктор Роботник похищает лисёнка Майлза «Тейлза» Прауэра на глазах у Соника. Ёж решается спасти друга от злодея. Игровой процесс остался практически без изменений, и многие элементы Sonic the Hedgehog, такие, как сбор Изумрудов Хаоса на уровнях и мониторы с контрольными точками, использовались в следующих 8-битных играх серии.